# چشم‌انداز صلیب
چشم‌انداز صلیب (انگلیسی: The Vision of the Cross) یک نقاشی به‌جا مانده از دورهٔ رنسانس است که در بین سال‌های ۱۵۲۰ تا ۱۵۲۴ میلادی توسط دستیاران رافائل (هنرمند ایتالیایی) کشیده شده است. پس از مرگ استاد در سال ۱۵۲۰، جولیو رومانو و Raffaelino del Colle از کارگاه رافائل با هم کار کردند تا اتاق‌هایی را که اکنون به عنوان بند دی رافالو شناخته می‌شوند، با نقاشی‌های دیواری (فرسکو) در کاخ حواری در واتیکان را به پایان برسانند.
چشم‌انداز صلیب در سالا دی کوستانتینو (تالار کنستانتین) واقع شده‌است. در این نقاشی، امپراتور کنستانتین بزرگ درست قبل از نبرد پل میلویو در ۲۷ اکتبر ۳۱۲ دیده می‌شود. طبق افسانه، صلیبی در برابر چشم کنستانتین در آسمان ظاهر شد که پس از آن به عنوان در نقاشی دیواری و به دنبال یوسیبوس قیصریه ویتا کنستانتینی، او شعار یونانی باستان "Εν τούτῳ νίκα" را اتخاذ کرد، یعنی "با این، فتح کن"، شعاری که در لاتین به این صورت ترجمه شده‌است. "In hoc signo vinces"، یعنی «شما با این علامت پیروز خواهید شد».
این نقاشی تکلف‌گرایی غوغا و ترکیبی از تصاویر شلوغ و گیج‌کننده است، از جمله یک اژدها، یک کوتوله، دو پاپ و نمادهای مختلف. نسبت‌ها در میان سربازان گیج به نظر می‌رسد، و برخی از آنها با چهره‌های دورتر کوچک‌تر شده‌اند.